# 原海河工程局
原海河工程局（Hai-Ho Conservancy Commission）是中国第一家专业的河道疏浚机构海河工程局办公楼的旧址建筑，始建于1897年，坐落于当时的天津德租界海滨街（今河西区台儿庄路41号2号楼和3号楼），其中，2号楼建筑目前为重点保护等级历史风貌建筑，3号楼建筑目前为重点保护等级历史风貌建筑和一般保护等级历史风貌建筑。两座建筑均为天津市文物保护单位。现为中交天津航道局有限公司办公楼。

## 历史
1897年3月4日，由于海河泥沙淤塞导致水患频繁。因此时任直隶总督的王文韶与驻天津英国领事和法国领事以及西洋商会的一些要员商议治理海河的方案并在会后决定成立中国第一家专业的河道疏浚机构—海河工程局。此后，海河工程局通过疏浚海河河道，将海河裁弯取直和吹泥垫地等措施改善了当时海河的通航条件和天津市的市政建设，使天津成为当时中国北方商埠重镇。中华人民共和国成立后，海河工程局于1958年更名为天津航道局。

## 建筑风格
两座建筑均为二层砖木结构楼房，外檐为清水墙面，入口处设有雨厦、条石台阶，坡屋顶，筒瓦屋面。

## 建筑图片

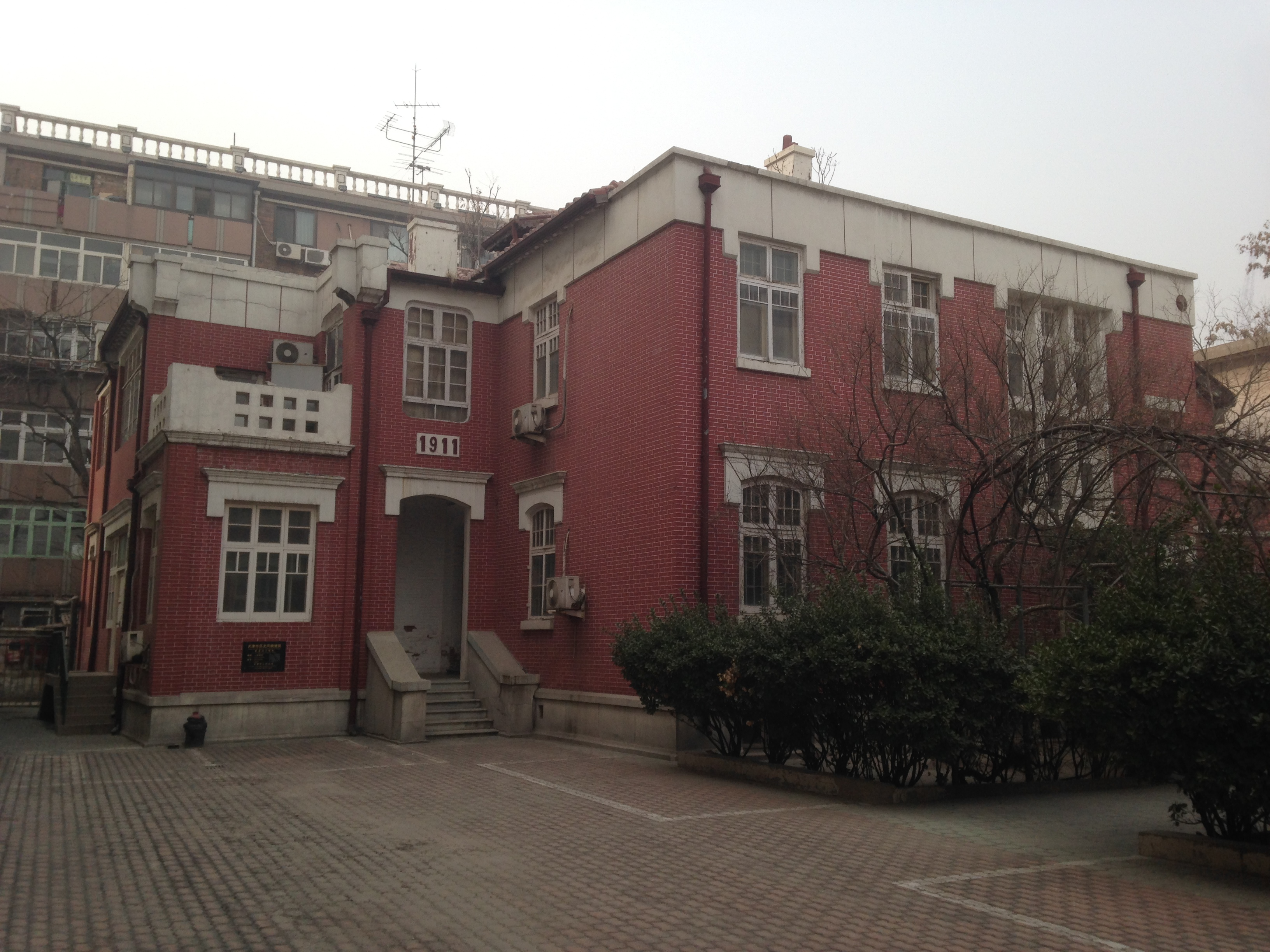
原海河工程局3号楼